# Anomis capensis
Anomis capensis är en fjärilsart som beskrevs av M.Gaede 1940. Anomis capensis ingår i släktet Anomis och familjen nattflyn. Inga underarter finns listade i Catalogue of Life.